# Сьерра-Леоне на летних Олимпийских играх 1992
Сьерра-Леоне принимала участие в Летних Олимпийских играх 1992 года в Барселоне (Испания) в пятый раз за свою историю, но не завоевала ни одной медали. Сборную страны представляли 2 женщины.